# Kanton Chénérailles
Chénérailles is een voormalig kanton van het Franse departement Creuse. Het kanton maaket deel uit van het arrondissement Aubusson. Het werd opgeheven bij decreet van 17 februari 2014, met uitwerking op 22 maart 2015. De gemeenten werden opgenomen in het nieuwe kanton Gouzon, met uitzondering van de gemeente La Serre-Bussière-Vieille, die werd opgenomen in het kanton Aubusson.

## Gemeenten
Het kanton Chénérailles omvatte de volgende gemeenten:
- Le Chauchet
- Chénérailles (hoofdplaats)
- Issoudun-Létrieix
- Lavaveix-les-Mines
- Peyrat-la-Nonière
- Puy-Malsignat
- Saint-Chabrais
- Saint-Dizier-la-Tour
- Saint-Médard-la-Rochette
- Saint-Pardoux-les-Cards
- La Serre-Bussière-Vieille